# Camorra

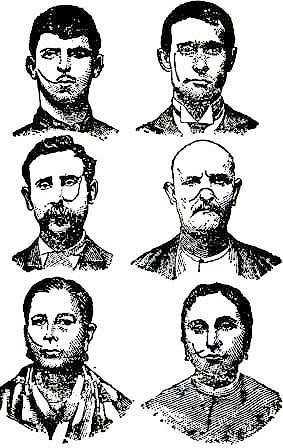
Camorristák Nápolyban, 1906-ban

A Camorra egy maffia-típusú bűnöző szervezet, titkos társaság, mely Olaszországban, Campania területén és Nápoly városában székel, de befolyása az egész világra kiterjed. A Camorra Olaszország egyik legkiterjedtebb bűnszervezete, ami a 2000-es évekre Európa legnagyobb drogszupermarketévé változtatta Nápoly két külvárosi kerületét, Scampiát és Secondiglianót.

## Háttérinformáció
A Camorra a 19. században élte első fénykorát, amikor tagjait a Bourbon uralkodócsalád monarchiája a Nápoly-Szicíliai Királyság idején  felhasználta a rendőrségben, hadseregben és az állami hivatalokban. Miután a nápolyi királyság 1861-ben az egyesített Olaszország részévé vált, a Camorrát elnyomták, és nagyon sok tagja az Amerikai Egyesült Államokba menekült, ahol csatlakoztak az amerikai-olasz maffiához. Benito Mussolini hatalomátvétele után, 1922-ben, megszorításokat hoztak a Camorra ellen.[forrás?]

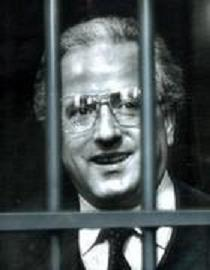
Raffaele Cutolo, a Nuova Camorra Organizzata alapítója és vezetője egy tárgyalás során

A többi hasonló más olaszországi bűnszövetkezethez viszonyítva (mint például a Puglia területén tevékeny Sacra corona unita vagy a Calabria-i ’Ndrangheta), a Camorra inkább a kalózkodással foglalkozott. A  szicíliai Cosa Nostra piramisszerkezetéhez hasonlóan, a Camorra is több, gyakran egymással is harcoló klánból épül fel. A camorristák által gyakorolt autós lövöldözéseknek a helyi lakosok közül gyakran vannak áldozatai, s az ilyenféle incidenseket a rendőrség gyakran nehezen tudja felderíteni, mert az Omerta íratlan és irgalmat nem ismerő törvénye hallgatásra kényszeríti az érintetteket.
A Camorra-családokat Raffaele Cutolo a szicíliai maffia mintája alapján próbálta meg egyesíteni, megalapítva a Nuova Camorra Organizzata-t vagy NCO-t (Új Szervezett Camorra-t), de ez sikertelen kísérletnek bizonyult.[forrás?]
A Camorra, néhány megbízható forrás szerint, egy Garduna nevű késő középkori sevillai bűnszervezetben gyökeredzik, amelyet a város spanyol uralom alá kerülése után plántáltak át Nápolyba.[forrás?]

## Jelenléte az USA-ban
A Camorra az USA-ban is aktívan tevékenykedett az 1800-as évek közepe tájától az 1900-as évek elejéig, amikor is a Morello maffiacsaláddal versenyeztek a New York ellenőrzéséért folytatott hatalomért. A bűnszervezet jelenlétét Amerikában a Nápolyban gyártott, hamisított ruhaárukkal történő üzletelés biztosítja, amiket kábítószerrel együtt szállítanak az USA-ba.[forrás?]
Egy 2000. évi olasz parlamenti jelentés szerint[forrás?] Olaszországban a következő városokban rendelkezik a Camorra jelentős gazdasági befolyással a gazdasági életben: 
- Nápoly
- Nola
- Marigliano